# Kecamatan Bukitkemuninglakitanulua
Kecamatan Bukitkemuninglakitanulua är ett distrikt i Indonesien.   Det ligger i provinsen Sumatera Selatan, i den västra delen av landet, 600 km nordväst om huvudstaden Jakarta.